# ماثيو موريس
ماثيو موريس (بالإنجليزية: Matthew Morris)‏ هو سياسي أسترالي، ولد في 15 مارس 1969. حزبياً، نشط في حزب العمال الأسترالي. وقد انتخب عضو الجمعية التشريعية نيو ساوث ويلز.